# Kiritab
Kiritab fou una ciutat estat de Mesopotàmia, que estava situada a la vora del riu Kazallu i a l'oest de la ciutat estat de Kazallu, tot i que encara no se'n coneix la ubicació exacta. Aquestes dues ciutats eren els principals centres de culte del déu Numušda. Era independent cap al 2000 aC.